# Camptoplites tubiferus
Camptoplites tubiferus är en mossdjursart som beskrevs av Silén 1941. Camptoplites tubiferus ingår i släktet Camptoplites och familjen Bugulidae. Inga underarter finns listade i Catalogue of Life.